# سانت مری
سانت مری (به اسپانیایی: Sant Mori) یک شهرستان در اسپانیا است که در استان خرنا واقع شده‌است.

## خصوصیات
سانت مری ۷٫۵ کیلومترمربع مساحت و ۱۶۳ نفر جمعیت دارد و ۵۱ متر بالاتر از سطح دریا واقع شده‌است.